# Chlopsis kazuko
Chlopsis kazuko is een  straalvinnige vissensoort uit de familie van valse murenen (Chlopsidae). De wetenschappelijke naam van de soort is voor het eerst geldig gepubliceerd in 1988 door Lavenberg.
De soort staat op de Rode Lijst van de IUCN als Onzeker, beoordelingsjaar 2007.